# Баффало-Лейк (город, Миннесота)
Баффало-Лейк (англ. Buffalo Lake) — город в округе Ренвилл, штат Миннесота, США. На площади 1,6 км² (1,6 км² — суша, водоёмов нет), согласно переписи 2002 года, проживают 768 человек. Плотность населения составляет 476,8 чел./км².
- Телефонный код города — 320
- Почтовый индекс — 55314
- FIPS-код города — 27-08488[1]
- GNIS-идентификатор — 0640614[2]